# Caja Rural-Seguros RGA/Saison 2019
Diese Liste beschreibt die Mannschaft und die Erfolge des Radsportteams Caja Rural-Seguros RGA in der Saison 2019.

## Erfolge in der UCI Europe Tour
Bei den Rennen der UCI Europe Tour im Jahr 2019 gelangen dem Team nachstehende Erfolge.
| Datum      | Rennen                               | Kat. | Sieger           |
| ---------- | ------------------------------------ | ---- | ---------------- |
| 17. März   | Classica da Arrabida-Cyclin'Portugal | 1.2  | Jonathan Lastra  |
| 11. Mai    | 2. Etappe Vuelta a Madrid            | 2.1  | Alex Aranburu    |
| 7. Juni    | 1. Etappe Boucles de la Mayenne      | 2.1  | Mauricio Moreira |
| 8. Juni    | 2. Etappe Boucles de la Mayenne      | 2.1  | Jon Aberasturi   |
| 31. Juli   | Circuito de Getxo                    | 1.1  | Jon Aberasturi   |
| 14. August | 2. Etappe Vuelta a Burgos            | 2.HC | Jon Aberasturi   |
| 16. August | 4. Etappe Vuelta a Burgos            | 2.HC | Alex Aranburu    |

## Mannschaft
| Teamkader 2019                            | Teamkader 2019     | Teamkader 2019 | Teamkader 2019                        |
| Name                                      | Geburtsdatum       | Land           | Vorheriges Team                       |
| ----------------------------------------- | ------------------ | -------------- | ------------------------------------- |
| Jon Aberasturi                            | 28. März 1989      | Spanien        | Euskadi-Murias (2018)                 |
| Julen Amezqueta                           | 12. August 1993    | Spanien        | Wilier Triestina-Selle Italia (2017)  |
| Alex Aranburu                             | 19. September 1995 | Spanien        | Euskadi Basque Country-Murias (2016)  |
| Alan Banaszek                             | 30. Oktober 1997   | Polen          | CCC Sprandi Polkowice (2018)          |
| Xavier Cañellas                           | 16. März 1997      | Spanien        |                                       |
| Sergei Tschernezki                        | 9. April 1990      | Russland       | Astana (2018)                         |
| Álvaro Cuadros                            | 12. April 1995     | Spanien        |                                       |
| Domingos Gonçalves                        | 13. Februar 1989   | Portugal       | Rádio Popular-Boavista (2018)         |
| David González López                      | 21. Februar 1996   | Spanien        |                                       |
| Jon Irisarri                              | 9. November 1995   | Spanien        | Caja Rural-Seguros RGA amateur (2016) |
| Jonathan Lastra                           | 3. Juni 1993       | Spanien        | Caja Rural-Seguros RGA amateur (2015) |
| Matteo Malucelli                          | 20. Oktober 1993   | Italien        | Androni Giocattoli-Sidermec (2018)    |
| Antonio Molina                            | 4. Januar 1991     | Spanien        | Caja Rural-Seguros RGA amateur (2013) |
| Sebastián Mora                            | 19. Februar 1988   | Spanien        | Team Raleigh GAC (2017)               |
| Mauricio Moreira                          | 18. Juli 1995      | Uruguay        | Caja Rural-Seguros RGA amateur (2017) |
| Sergio Pardilla                           | 16. Januar 1984    | Spanien        | MTN-Qhubeka (2014)                    |
| Cristian Rodríguez                        | 3. März 1995       | Spanien        | Wilier Triestina-Selle Italia (2017)  |
| Gonzalo Serrano                           | 17. August 1994    | Spanien        | Caja Rural-Seguros RGA amateur (2017) |
| Nelson Soto                               | 19. Juni 1994      | Kolumbien      | Coldeportes-Zenú (2017)               |
|                                           |                    |                |                                       |
| Quellen: ProCyclingStats Cycling Quotient |                    |                |                                       |